# Peter Finvidsson (Peter Finvidssons ätt)
Peter Finvidsson (Peter Finvidssons ätt), född på 1300-talet, död mellan 1417–1421, var ett svenskt riksråd.

## Biografi
Peter Finvidsson (Peter Finvidssons ätt) var son till häradshövdingen Finvid Ragvaldsson (Peter Finvidssons ätt) i Håbo härad och Röriksdotter Bonde. Han nämns åren 1410–1417 och var från 1413 riksråd. Peter Finvidsson avled mellan 1417–1421.

### Egendom
Peter Finvidsson ägde hord i Aska härad och Dals härad i Östergötland, i Rönö härad i Södermanland och i Håbo härad i Uppland.

### Familj
Peter Finvidsson var tidigare gift med okända kvinnor. Han gifte sig mellan 1408–1411 med Cristina Stensdotter (Bielke), dotter till riddaren, riksrådet, marsken och lagmannen Sten Bengtsson (Bielke) och Katarina Holmbersdotter (Ulv). De fick tillsammans barnen Cristina Pedersdotter som var gift med Magnus Eriksson (Örnfot) och Nils Jönsson (Oxenstierna) och riddaren Sten Pedersson (Peter Finvidssons ätt).